# Alto Nilo (Sudão do Sul)
O Alto Nilo (em árabe: A'aly an-Nyl ou Aâlâ En Nîl) é um estado do Sudão do Sul. Tem uma área de 77 773 km² e uma população de  964 353 habitantes (censo 2008). A cidade de Malacal é a capital do Alto Nilo; o Nilo Branco passa pelo território deste estado. A cidade de Codoque, que protagonizou o incidente de Fachoda e que culminou na corrida à África, situa-se neste estado.

## Divisões administrativas
O estado do Alto Nilo possui oito condados:
| Condados  | População (censo 2008) |
| --------- | ---------------------- |
| Baliet    | 48 010                 |
| Fachoda   | 36 518                 |
| Longechuk | 63 166                 |
| Maban     | 45 238                 |
| Malacal   | 126 483                |
| Manyo     | 38 010                 |
| Maiwut    | 79 462                 |
| Melut     | 49 242                 |
| Nasir     | 210 002                |
| Panyikang | 45 427                 |
| Renk      | 137 751                |
| Ulang     | 85 044                 |